# オレゴン・ツール
オレゴン・ツール株式会社（英語: Oregon Tool, Inc.）は、アメリカ合衆国オレゴン州ポートランドに本拠を置く企業。オレゴンのブランド名でソーチェーン、ガイドバーなどのチェーンソー部品の製造を主力としている。

## 沿革
1947年、ジョセフ・コックスがオレゴンソーチェーン・カンパニーを設立。コックスは後にプレシジョンキャストパーツも設立した。
1953年、ジョンD.グレイが会社を買収し、社名をオーマーク・インダストリーズに変更した。
1980年代に、オーマークはジャストインタイム生産システムの調査と採用を行った。オーマークは日本の工場を訪問、リーン生産方式を研究した。この成果により、ドル高にもかかわらず、輸出市場でソーチェーン製品の売上を伸ばすことに成功した。
1985年、オマーク・インダストリーズは、ブラント・インダストリーズ株式会社とその創設者であるウィントン・M・ブラントに買収された。
1993年、ブラント・インダストリーズ株式会社はブラント・インターナショナル株式会社に改名し、建設業から製造業に主力を転換した。
1997年に、ブラントはフレデリック・マニファクチャリングを買収し、芝刈り機の回転刃と園芸用品の取り扱いを開始した。
1999年、ブラントはリーマン・ブラザーズ・マーチャント・バンキングに買収された。
2002年、ブラント本社がアラバマ州モンゴメリーからオレゴン州ポートランドに移転。
2004年、ニューヨーク証券取引所のシンボルをそれまでのOMKからBLTに変更したが、会社自体の略称は2015年まで変更されなかった。
2015年12月10日、ブラントは約8億5500万ドル（1株あたり10ドル）で、アメリカン・セキュリティーズとP2キャピタル・パートナーズが買収、非公開会社となった。
2020年6月3日、ポール・トンネセンが最高経営責任者に任命された。
2021年5月10日、ブラント・インターナショナルは、2021年6月2日をもって企業名をオレゴン・ツールに改名すると発表。
2021年6月2日、ブラント・インターナショナルは正式にオレゴン・ツールと改名した。
2021年7月14日、アメリカン・セキュリティーズとP2キャピタル・パートナーズは、プラティナム・エクイティがオレゴン・ツールの買収合意に達したと発表した。
2023年11月1日、日本市場において新宮商行と独占販売代理店契約を締結し、これまで代理店となっていた日本法人のオレゴン・ツール・ジャパンは12月5日をもって活動を終了すると発表された。
2023年12月31日、オレゴン・ツール・ジャパンが解散。

## 製品とブランド名

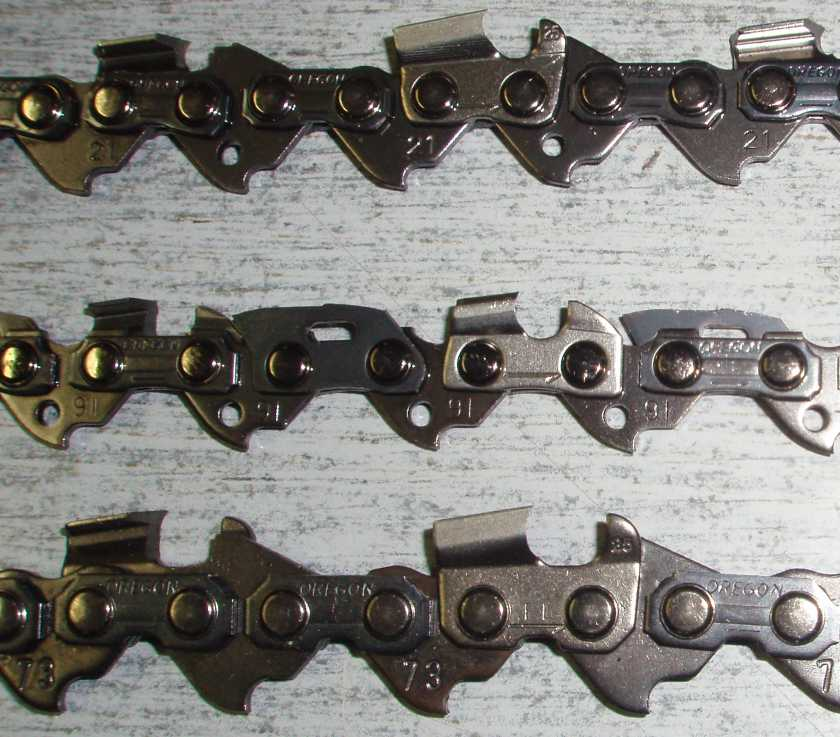
オレゴン・ブランドのソーチェーン

チェーンソー、農業、林業、建設業界向けの製品を製造し、Carlton、Oregon、Woods Equipment、Kox、Speeco、Merit、Pentruder、ICSなどのブランド名で販売している。